# Игонин, Леонид Андреевич
Леонид Андреевич Иго́нин (1914—1989) — советский химик.

## Биография
Родился 1 (14 февраля) 1914 года на станции Забитуй (ныне Аларский район, Иркутская область) в семье железнодорожника. Окончил среднюю школу в Кузнецке-Сибирском (1930), химическое отделение школы фабрично-заводского ученичества № 2 имени Л. Я. Карпова (Ленинград) (1932), химический факультет ТГУ имени В. В. Куйбышева (годы учёбы 1933—1937) и аспирантуру по кафедре органической химии при нём (1940).
В 1940 году под руководством профессора Б. В. Тронова защитил диссертацию «Термодинамика равновесия и скорость реакции спиртов» на соискание ученой степени кандидата химических наук.
С 1939 года — ассистент, старший преподаватель, доцент кафедры физической химии химического факультета ТГУ имени В. В. Куйбышева.
В октябре 1941 года призван в РККА, участник войны.
После демобилизации — научный сотрудник НИИ имени М. В. Фрунзе.
Доктор технических наук (1972, тема диссертации «Исследование в области структуры физико-химических свойств фенольно-формальдегидных олигомеров и полимеров». Профессор (1964).

## Награды и премии
- Сталинская премия второй степени (1948) — за разработку и внедрение в производство новых химических продуктов за разработку и внедрение в производство новых химических продуктов.
- орден Отечественной войны 2 степени (6.11.1985)
- медали